# 簡氏歐雅魚
簡氏歐雅魚（學名：Squalius janae）為輻鰭魚綱鯉形目雅羅魚科的其中一種，被IUCN列為易危保育類動物，2010年首次在斯洛維尼亞Dragonja河流域被描述，之後也在克羅埃西亞伊斯特拉半島的Boljunčica和Pazinčica河流域被發現，本魚體延長，眼大，虹膜呈黃色，口鼻尖尖圓錐形，嘴裂長而直，斜斜，上顎突出，下顎長於尾柄深度，體亮銀色，鱗片易脫落。胸鰭、腹鰭和臀鰭呈淡黃色，體長可達19.1公分，棲息在間歇性的河川，以藻類及有機碎屑為食，生活習性不明。